# Gonomyia furcillata
Gonomyia furcillata är en tvåvingeart som beskrevs av Alexander 1956. Gonomyia furcillata ingår i släktet Gonomyia och familjen småharkrankar. Inga underarter finns listade i Catalogue of Life.